# ريتشارد بيترز
ريتشارد بيترز (12 سبتمبر 1911 - 26 أكتوبر 1989) (بالإنجليزية: Richard Peters) هو لاعب كريكت بريطاني وبريطاني (وحمل سابقاً جنسية المملكة المتحدة لبريطانيا العظمى وأيرلندا).